# پاره‌خا
پارگا (به هلندی: Parrega) یک منطقهٔ مسکونی در هلند است که در سودوست-فریسلان واقع شده‌است. پارگا ۴۹۰ نفر جمعیت دارد.